# Obsession (film, 1976)
Pour les articles homonymes, voir Obsession (homonymie).
Pour plus de détails, voir Fiche technique et Distribution.
Obsession est un thriller américain réalisé par Brian De Palma et sorti en 1976.
Il s'agit de l'un des films du cinéaste les plus influencés par l'œuvre d'Alfred Hitchcock. La musique du film est par ailleurs composée par Bernard Herrmann, qui a collaboré à plusieurs reprises avec Alfred Hitchcock.

## Synopsis
La Nouvelle-Orléans, 1959, Michael Courtland est un riche promoteur immobilier vivant avec sa femme Elizabeth et leur fille Amy, 9 ans. Celles-ci sont kidnappées et une importante rançon est demandée. Courtland prévient la police qui suggère de remettre aux ravisseurs une mallette contenant de faux billets et une balise pour suivre la voiture des gangsters. Mais ceux-ci parviennent à s'enfuir avec Elizabeth et Amy, ils percutent un camion citerne, la voiture explose et tombe dans le Mississippi, on ne retrouve aucun corps. Courtland ne s’en remet pas, il ne travaille plus et se recueille toujours devant le mausolée qu’il a fait bâtir sur le terrain où, avec son associé LaSalle, il devait édifier une résidence et un parc.
Seize ans plus tard, lors d’un séjour à Florence pour affaires, Courtland retourne dans l’église où il avait rencontré sa femme. Il fait alors la connaissance de Sandra Portinari, qui ressemble d’une manière troublante à Elizabeth. Elle travaille à la restauration d'une peinture attribuée à Bernardo Daddi. Il la suit un moment puis l’invite à diner. Il en tombe amoureux et la fait venir à La Nouvelle-Orléans pour l’épouser. Sandra semble s'identifier totalement à Elizabeth. Le matin du mariage elle disparaît à son tour comme si le kidnapping se reproduisait. Le cauchemar recommence. Mais la vérité va enfin éclater.
[...]
Sachant que Sandra devait être complice du complot, Michael Courtland se rend à l'aéroport pour la tuer. Avant de monter à bord de l'avion, il est révélé dans un flash-back que Sandra est la fille de Courtland, Amy. Après l'enlèvement initial, LaSalle a caché la survie d'Amy et l'a envoyée vivre en secret avec un gardien italien qui l'a élevée comme la sienne et l'a nommée Sandra. Au fil des années, LaSalle a trompé Sandra à propos de Courtland, la convainquant que Courtland n'a pas fourni la rançon car il ne l'aimait pas assez. Sandra, qui est devenue amoureuse de Courtland, tente de se suicider dans l'avion et quitte l'avion, revenu à l'aéroport, en fauteuil roulant. Courtland la voit et court vers elle, arme dégainée. Un agent de sécurité tente de l'arrêter, mais Courtland l'assomme avec la mallette chargée d'argent, renversant son contenu. Sandra, apercevant les billets, se lève et crie : « Papa ! Tu as apporté l'argent ! ». Courtland comprend enfin l'identité de Sandra et le père et la fille s'embrassent.

## Fiche technique
Sauf indication contraire, les informations mentionnées dans cette section peuvent être confirmées par la base de données cinématographiques IMDb,  présente dans la section « Liens externes ».
- Titre original et français : Obsession
- Réalisation : Brian De Palma
- Scénario : Paul Schrader, d'après une idée de Brian De Palma et Paul Schrader
- Musique : Bernard Herrmann
- Décors : Jerry Wunderlich
- Costumes : Frank Balchus
- Photographie : Vilmos Zsigmond
- Montage : Paul Hirsch
- Sociétés de production : Columbia Pictures et Yellowbird Productions
- Sociétés de distribution : Columbia Pictures
- Pays de production :  États-Unis
- Budget estimé : 1,4 million $[1]
- Format : Couleur (Technicolor) - 35 mm -  2,35:1 - son Stéréophonique[2]
- Genre : thriller, drame
- Dates de sortie :
  - États-Unis : 1er août 1976
  - France : 18 janvier 1977

## Distribution
- Cliff Robertson (VF : Michel Bardinet, VQ : Vincent Davy) : Michael Courtland
- Geneviève Bujold (VF : elle-même puis Jacqueline Cohen à la fin)[3] (VQ : elle-même)[4] : Elizabeth Courtland / Sandra Portinari
- John Lithgow (VF : Claude D'Yd, (VQ : Léo Ilial) : Robert Lasalle
- Stocker Fontelieu : Dr Ellman (VF : Henri Poirier)
- Regis Cordic (VF : Henri Poirier) : le présentateur
- Tom Felleghy : Italian Businessman

## Production

### Genèse et scénario
Le scénario est écrit par Paul Schrader. Le nom de travail du film est dans un premier temps Déjà Vu, avant d'être renommé Obsession. Le scénario est à la fois inspiré de Sueurs froides (1958) d'Alfred Hitchcock et Fin d'automne (1960) d'Yasujirō Ozu. Schrader force De Palma à voir le film d'Ozu.
Néanmoins la collaboration entre Paul Schrader et Brian De Palma est souvent discordante, ce qui fait que le scénariste a souhaité à un moment se retirer du projet.

### Tournage
Le tournage a eu lieu à La Nouvelle-Orléans (French Quarter, Colonel Short's Villa, etc.) et dans les environs, notamment sur la chaussée du lac Pontchartrain, ainsi qu'en Italie, à Florence (Ponte Vecchio, Piazza della Signoria...). Faute d'autorisation, l'équipe n'a pu tourner qu'à l'extérieur de la basilique San Miniato al Monte, édifice au cœur de l'intrigue. Les scènes d'intérieur ont donc été tournées dans la collégiale de San Gimignano dans la province de Sienne,.
Le pont où a lieu l'explosion de la voiture de la femme de Courtland est le Henry Ford Bridge (en) à Long Beach, en Californie. Il a été détruit et remplacé en 1996.
Brian De Palma a tourné toutes les séquences à travers un voile de tulle blanc plaqué contre l'optique de la caméra afin d'accentuer le doute entre cauchemar et réalité chez le spectateur.

### Musique
Albums de Bernard Herrmann
Le monstre est vivant
(1974) Taxi Driver
(1976)
La musique du film est composée par Bernard Herrmann, déjà auteur de celle de Sœurs de sang (1973). C'est l'avant-dernier film sur lequel travaille le compositeur, qui mourra en décembre 1975. En 1977, Bernard Hermann est nommé à l'Oscar de la meilleure musique de film - partition originale pour Obsession ainsi que pour Taxi Driver, mais c'est finalement Jerry Goldsmith pour La Malédiction qui décroche la récompense.
La musique est interprétée par l'orchestre britannique National Philharmonic Orchestra.
Liste des titres
1. Main Title / Valse lente / Kidnap
2. Newsboy / The Tape / The Ferry
3. The Tomb / Sandra
4. The Church / Court's Confession / Bryn Mawr
5. New Orleans / Wedding / Court - The Morning After
6. The Plane / Court And La Salle's Struggle / Airport

## Accueil

### Accueil critique
La critique a été assez partagée. Roger Ebert du Chicago Sun-Times écrit « Obsession de Brian De Palma un mélodrame excessif, et c'est pour ça que je l'apprécie... Je n'aime pas seulement les films comme ça, je les savoure. » Selon Variety, le film est un « excellent film romantique et film à suspense non-violent. » Les critiques négatives américaines évoquent souvent le même problème : Obsession ressemble trop à Sueurs froides d'Alfred Hitchcock. Pauline Kael du New Yorker, pourtant admiratrice du réalisateur, pense que ce n'est qu'un « exercice de style, avec des mouvements de caméra inutiles ». Vincent Canby du New York Times déplore quant à lui que le script de Paul Schrader soit « efficace seulement quand c'est romantique et assez transparent quand il s'agit d'être mystérieux. »
Malgré ces critiques mitigées à sa sortie aux États-Unis, le film totalise en 2015 sur Rotten Tomatoes 79 % de critiques favorables pour 19 avis recensés.
En France en 2006, Jean-Noël Nicolau du site Écran large écrit quant à lui que « même si Obsession est l'une de ses œuvres les plus sobres (si ce n'est la plus retenue), le metteur en scène américain prouve déjà que son inimitable patte consiste à exagérer le cinéma d'Hitchcock pour en obtenir une variation outrée, parfois vulgaire, souvent plus proche d'un opéra kitch que d'un hommage respectueux » ou encore que « De Palma parvenait à équilibrer son œuvre, en emballant un visuel maniéré jusqu'au ridicule. »
En 2013, un journaliste de L'Humanité écrit une petite chronique à l'occasion de la réédition du film : « Une réédition à voir ou à revoir, ne serait-ce que pour vérifier si ce remake officieux du Vertigo d’Hitchcock, et par la même occasion le plus romantique (dans notre souvenir) des films de Brian De Palma, reste aussi entêtant et angoissant que lors de sa sortie, en 1977. Cette trouble histoire d’enlèvement et d’éventuelle réincarnation, tournée entre les États-Unis et l’Italie, possède un atout qui adoube définitivement De Palma comme dauphin du grand Hitch : la (dernière) magistrale partition du musicien fétiche de celui-ci, Bernard Herrmann. »

### Box-office
En France, le film réalise 179 469 entrées, dont 96 988 entrées parisiennes.

## Distinctions

### Récompenses
- National Board of Review: Top Ten Films[21]

### Nominations
- Oscars 1977 : meilleure musique de film - partition originale pour Bernard Herrmann
- Saturn Awards 1977 : meilleur film d'horreur